# Molekel (Software)
Molekel ist eine freie Software zur Visualisierung chemischer Daten. Sie erlaubt die Darstellung von Molekülgeometrien und die Visualisierung von Molekülschwingungen aus der Infrarotspektroskopie. Dabei setzt sie auf einen 3D-beschleunigten Renderer mit OpenGL und ist für Windows, Linux und macOS verfügbar. Es wurde ursprünglich von Peter F. Flükiger an der Universität Genf im Rahmen seiner Dissertation entwickelt, um publikationsfähige Grafiken zu erzeugen. Von Flükiger und Portmann am CSCS wurde es weiterentwickelt und erstmals veröffentlicht. Es unterstützt die Dateiformate GAUSSIAN, GAMESS, Jaguar, Mopac, NWChem, PDB, Q-Chem, ADF, TURBOMOLE, XYZ und Zindo.